# Michel Raslovleff
 (mars 2012).
Si vous disposez d'ouvrages ou d'articles de référence ou si vous connaissez des sites web de qualité traitant du thème abordé ici, merci de compléter l'article en donnant les références utiles à sa vérifiabilité et en les liant à la section « Notes et références ».
 (mars 2012).
Mikhaïl Serguéïèvitch Mikhaïloff-Raslovleff, né le 22 août 1892 à Vladivostok et mort le 27 avril 1987 à Créteil, est un écrivain russe.

## Biographie

### Enfance et jeunesse
Mikhaïl Serguéïèvitch Mikhaïloff-Raslovleff est issu d’une famille noble dont l’origine, en Russie, remonte à 1436. Il est le fils de Sergueï Mikhaïlovitch Mikhaïloff-Raslovleff et de Olga Constantinova Fanshawe.
Il passe son enfance, jusqu’à l’âge de onze ans, dans la propriété d’ « Arsentievka » dans le district de Petrovsk, puis fait ses études au Corps des Cadets Alexandre II de Saint-Pétersbourg. À la mort de ses parents, sa mère en 1904 (morte d’une infection pulmonaire) et son père en 1905 (tué à la bataille navale de Tsushima contre le Japon), son oncle, le baron Alexandre Henrikovitch Nolcken, est nommé son tuteur légal.
Mikhaïl Serguéïèvitch entre en 1910 à la Bergakademie de Freiberg-en-Saxe, se préparant à devenir ingénieur des mines dans l’espoir de faire fortune dans l’exploitation des mines argentifères de Malaisie. La guerre de 1914 le fait rentrer dans le domaine de « Baranovka », situé dans la province de Saratov et hérité par lui, avec ses sœurs et son frère cadet, en 1908, à la mort de leur grand-mère paternelle, Helena Alexandrovna von Lipphardt. Il y occupe des fonctions dans l’administration civile.

### La guerre civile
En 1915, il s’engage, comme simple matelot, dans la Marine Impériale de la mer Noire, à Sébastopol, où se trouvaient déjà sa sœur ainée et son mari, le capitaine de frégate Lev Fanshawe, ainsi que sa sœur cadette et son fiancé, le jeune officier d’artillerie de la Garde, Vassili von Harder. Il s’y distingue dans plusieurs opérations périlleuses et reçoit trois citations à l’Ordre de Saint-Georges.
De 1917 à 1920, il prend part à la guerre civile russe. Il est chargé par l’amiral Koltchak, comme d’autres engagés volontaires portant l’uniforme de simples matelots, d’infiltrer les soviets militaires et de se faire élire président. En 1918, il devient agent de liaison entre les monarchistes du centre de la Russie et crée son propre réseau. Il fait paraître en 1920, à Sébastopol, la première revue légitimiste. Il quitte la Crimée pour Constantinople, avec les restes de l’armée du général Wrangel.

### Militantisme monarchiste
Mikhaïl Serguéïèvitch est celui qui découvre et apporte la preuve en 1921 que les Protocoles des Sages de Sion sont un faux, un vulgaire plagiat du Dialogue aux enfers entre Machiavel et Montesquieu de Maurice Joly. Il le fait par honnêteté alors qu’il ne souhaitait pas, à l’époque, attirer l’attention sur lui et qu’il n’avait pas de sympathie particulière pour la Cause Juive.
De 1921 à 1924, son objectif est la restauration de la monarchie en Russie. En 1921, il fonde à Constantinople le mouvement politique « L’Union Panrusse Cosma Minine » dont le but est de « supplier la dynastie décapitée des Romanov de reprendre son rôle séculaire de rassembleur de toutes les forces vives de la Nation ». 
Son voyage clandestin en Russie durant l’été 1922 le convainc de l’impossibilité de remettre sur pieds ne serait-ce qu’une partie de l’importante organisation monarchiste détruite par les évènements de 1919. Son rêve de restauration de la monarchie russe se brise en août 1924 lorsque se concrétise la mésentente au sein de la famille impériale russe. 
Il retourne néanmoins, clandestinement, en U.R.S.S. en 1935 dans l’espoir, sans succès, de rencontrer le maréchal Toukhatchevski.

### L’exil
Mikhaïl  Sergueïévitch épouse le 27 juillet 1919, à Odessa, Nathalia Alexandrovna Ivanenko. Nathalia Alexandrovna naquit le 29 juillet 1893 à Bakhtchissaraï, en Crimée. Elle était la fille d’Alexandre Grigoriévitch Ivanenko et de Cécile Markévitch. Les Ivanenko sont une ancienne famille de la Russie méridionale qui descend du Gospodar Ivoni de Moldavie qui vécut dans la deuxième moitié du XVIe siècle. En 1923, il vient s’installer à Paris avec sa femme et son fils Nikolaï. 
Les métiers qu’exerce, hors de Russie, Mikhaïl Sergueïévitch sont alimentaires ou lui servent de couverture pour ses activités contre-révolutionnaires soutenues par le gouvernement en exil du général Wrangel et certaines cours d’Europe. C’est ainsi qu’en 1921-1922, il est journaliste dans les Balkans. De 1923 à 1935, il est employé de bureau en France. De 1935 à 1940, il revient à la presse et est correspondant de La Nation Belge. Pendant la guerre, de 1940 à 1943, il est secrétaire-interprète à la General Motors à Paris. En 1944, après la libération de Paris, il travaille au Centre d’Écoutes Radiophoniques qui venait d’être créé au Mont Valérien et entre, en 1946, au Centre interarmées de documentation militaire à l’École militaire à Paris où il devient chef du service des langues étrangères. Il connaissait neuf langues dont quatre, le russe, le français, l’allemand et l’anglais qu’il possédait parfaitement. Il prend sa retraite en 1957.

## Poète et écrivain
Mikhaïl Sergueïévitch est également un poète et un écrivain. Son premier recueil de poésies satiriques est publié en 1921 à Constantinople. Il publie en 1932, à Paris, son conte allégorique Histoire de Tévanghir le Bassorite et du jardin clos de son âme. Il dédie le poème principal de son premier recueil en vers français Les Voix Glorieuses à Paul Fort avec lequel il entretient une correspondance suivie. Il écrit ensuite deux drames historiques, le premier en français, en cinq actes, intitulé Hyde de Neuville, le second en russe inspiré par l’épopée du futur maréchal Mikhaïl Toukhatchevski. Mais c’est la traduction en français du conte populaire russe Koniok Gorbounok (Le petit poulain bossu), qui le fait connaître en 1935.
Il ne reprend la plume qu’en 1957, une fois à la retraite. Il publie en 1958 ses recueils Sainte Russie et Reflets furtifs, puis quelques études sur la littérature et la prosodie russes. En 1962, il publie le poème en prose Le dit de la Sainte Russie et en 1978, son ami Jean Pourtal de Ladevèze préface son Nouveau choix de poésies françaises. 
En 1981, il entame la publication de la trilogie historico-poétique De Derjavine à Bounine ou grandeur et décadence de l’Empire de Toutes les Russies illustrées par ses poètes ; 1981 : Le Chantre de Félice (Gavriil Derjavine) ; 1982 : Le barde Slavophile (Fédor Tutcheff) ; 1987 : Ivan Bounine, le témoin désabusé de la chute de l’Empire russe, paru quelques jours après son décès.
Mikhaïl Sergueïévitch conserve le statut de réfugié russe jusqu’à sa mort le 27 avril 1987 à Créteil. Il était titulaire de la carte du combattant volontaire de la Résistance no 36923.

## Enquête surLes Protocoles des Sages de Siondans leTimes
La découverte que les Protocoles ne sont qu’un vulgaire plagiat du Dialogue aux enfers entre Machiavel et Montesquieu de Maurice Joly est due au hasard. La publicité de cette découverte est due à l’honnêteté de Michel Raslovleff qui, pourtant, ne souhaitait  pas attirer l’attention sur lui et n’avait pas de sympathie particulière pour la Cause Juive.
Aristocrate russe et légitimiste convaincu, le sens de sa vie était la restauration de la monarchie en Russie. En 1920, il dut quitter la Crimée pour Constantinople avec les restes de l’armée du général Wrangel. En 1921, il était encore à la tête d’une organisation secrète contre-révolutionnaire, les « Chouans sur rails ». Il n’entretenait pas de relations avec l’Okhrana.
Début 1921, Michel Raslovleff rachète à un ancien officier de l’Okhrana dans le dénuement, sa bibliothèque. Parmi les ouvrages rachetés, il tombe sur un livre en français dont un passage attire son attention. Cet ouvrage dont la couverture est déchirée ne comporte plus que le mot « Joly ». La préface porte la mention « Genève, octobre 1864 ». Son attention est attirée par l’étrange ressemblance entre un passage du livre et une expression qu’il avait lue dans l’édition française des Protocoles, édition de La Vieille France de 1920. Intrigué par cette correspondance, il se livre à une étude comparative des deux ouvrages et se rend compte que les Protocoles sont, dans une large mesure, un plagiat éhonté du livre qu’il avait acquis.
Cette découverte, Michel Raslovleff la garde secrète quelque temps. Il comptait l’utiliser ultérieurement comme « preuve d’impartialité » du mouvement politique qu’il venait de créer « L’Union Panrusse Kozma Minine ». Cependant, quelque peu gêné sur le plan financier  - l’action politique est coûteuse – il décide de faire part de sa découverte en échange d’un prêt. Cette somme lui était nécessaire pour effectuer un voyage clandestin en Russie pour faire le point sur l’état de son réseau, voyage qu’il effectua en 1922.
Michel Raslovleff décide de s’adresser au Times pour trois raisons : il est anglophile et le Times est un journal réputé pour son sérieux ; il est au courant de l’implication du Times dans la diffusion des Protocoles ; c’est donc au Times qu’il faut apporter la preuve que les Protocoles sont un faux et à lui de rétablir la vérité.
Michel Raslovleff s’adresse tout d’abord à Robert Wilton, ancien correspondant du Times à Petrograd, auquel il est apparenté. Celui-ci lui conseille de prendre contact avec Philip Graves, correspondant du Times à Constantinople. Le contact eut lieu le 6 juillet 1921 à Constantinople. Philip Graves s’assure qu’il ne s’agit pas d’une supercherie en faisant identifier le livre de Joly par la direction londonienne. Avec l’accord de la direction de son journal, il consent un prêt de 337 livres à Michel Raslovleff en échange de l’exclusivité des droits de publication du Dialogue aux enfers entre Machiavel et Montesquieu pour une durée de cinq ans. Lors de la transaction, Michel Raslovleff exige que son nom soit gardé secret ; cette exigence fut respectée.
Les 16, 17 et 18 août 1921, le Times publie trois articles rédigées par Philip Graves, dans lesquels celui-ci établit que les Protocoles sont une forgerie, et retrace l'origine du texte.

## Œuvres
- Recueil de poésies satiriques, Constantinople, 1921.
- Chansons de la contre-révolution, Constantinople, 1921.
- Histoire de Tévanghir le Bassorite et du jardin clos de son âme, Paris, 1932.
- Les Voix Glorieuses.
- Hyde de Neuville.
- Le petit poulain bossu, Paris, 1935.
- Sainte Russie, Paris, 1958.
- Reflets furtifs, Paris, 1958
- Le dit de la Sainte Russie, Paris, 1962.
- Les Chouans sur Rail, Paris, 1985[2]
- Nouveau choix de poésies françaises, Paris, 1978.
- Trilogie hustorico-poètique De Derjavine à Bounine ou Grandeur et décadence de l'Empire de Toutes les Russies illustrées par ses poètes : 
  - Le Chantre de Félice (Gabriel Derjavine), Paris, 1981.
  - Le barde Slavophile (Fédor Tutcheff), Paris, 1982.
  - Ivan Bounine, le témoin désabusé de la chute de l’Empire russe, Paris, 1987.